# Trash (2014)
Trash ist ein brasilianisch-britischer Spielfilm von Stephen Daldry aus dem Jahr 2014. Der Film basiert auf dem gleichnamigen Roman des Autors Andy Mulligan.
Seine Premiere feierte der Film am 7. Oktober 2014 beim Festival do Rio. Der deutsche Kinostart war am 18. Juni 2015.

## Handlung
Die brasilianischen Straßenkinder Raphael, Gardo und Rato leben in einer Favela. Täglich suchen sie auf einer Müllhalde nach wertvollen Gegenständen. Eines Tages finden sie eine Geldbörse, die von dem Whistleblower José Angelo auf der Flucht vor der Polizei in ein Müllauto geworfen wurde. Sie enthält einen wichtigen Hinweis zur Aufdeckung eines Korruptionsskandals um den Bürgermeisterkandidaten Santos. José Angelo selbst wird zu Tode gefoltert.
Der korrupte Polizist Frederico sucht mit weiteren Beamten auf der Müllhalde nach der Geldbörse. Auch Raphael wird von Polizisten gefoltert, damit er Frederico die gesuchte Börse gibt. Er weigert sich jedoch. Statt die ausgeschriebene Belohnung einzustreichen, suchen Raphael, Gardo und Rato die Hilfe des Priesters Juilliard und der NGO-Mitarbeiterin Olivia. Gemeinsam gelingt es ihnen, die über eine Bibelausgabe und ein Tierlotterieschein codierten Hinweise zu entschlüsseln. Diese ergeben die Telefonnummer eines Friedhofs. Dort stoßen sie auf eine große Summe von Santos’ Schmiergeldern, die José Angelo in einem Sarg versteckt hatte. Auch der Polizist Frederico hat bei der Verfolgung den Weg zum Friedhof gefunden.
Es kommt zum Showdown, bei dem José Angelos Tochter Pia eine Marmorsäule auf den Kopf des Polizisten fallen lässt. Die Kinder können fliehen.
Die Jungen verteilen einen Großteil des Geldes auf der Müllhalde und geben dem Priester und der Kirche einen Teil. Vom Rest der Summe können Pia und die Jungen sich ein Leben in einer luxuriösen Strandgegend leisten. Dort können sie im TV sehen, wie Santos auf Grund ihrer Enthüllungen verhaftet wird.

## Rezeption
Der Film erhielt überwiegend gute Kritiken. Bei Rotten Tomatoes erreichte er eine Durchschnittswertung von 64 %, basierend auf 42 Kritiken. Bei Metacritic hält er eine Durchschnittswertung von 50 Punkten, basierend auf 18 Kritiken.
Von der deutschen Film- und Medienbewertung erhielt der Film das Prädikat besonders wertvoll.

## Auszeichnungen
- 2014: Rome Film Festival – Auszeichnung mit dem BNL People’s Choice Award: Gala[5]
- 2014: Tallinn Black Nights Film Festival – Nominierung in der Kategorie Bester Jugendfilm
- 2014: Plus Camerimage – Nominierung im Wettbewerb für den Goldenen Frosch
- 2015: BAFTA Awards – Nominierung in der Kategorie Bester nicht-englischsprachiger Film